# Crewe
Crewe è una città ferroviaria e parrocchia civile di 71 722 abitanti nella contea cerimoniale del Cheshire nel Regno Unito. È conosciuta per essere uno dei più importanti snodi ferroviari britannici e sede del Crewe Works, uno stabilimento per la costruzione e manutenzione di locomotive e per la produzione di materiale rotabile costruito nel 1840 dalla Grand Junction Railway. Dal 1946 al 2002 fu anche sede degli stabilimenti per la produzione di automobili del gruppo auto Rolls-Royce e Bentley. L'impianto di Pyms Lane nella parte occidentale della città produce attualmente solo per Bentley.

## Storia
Sebbene lo sviluppo della città sia avvenuto nel corso del XIX secolo, di Crewe viene fatta menzione nel Domesday Book, dove viene indicata come Creu. Il nome è una derivazione dal gallese Cryw, che può significare "trappola per pesci" o "briglia".
Sebbene nell'area circostante siano presenti ritrovamenti risalenti sia all'età preistorica sia all'età romana, i primi riferimenti scritti a un insediamento risalgono all'XI secolo con la documentazione nel Domesday Book dell'esistenza del maniero di Crewe, posseduto da Richard di Vernon. Il maniero passò per diverse famiglie nel corso dei secoli e il villaggio che si sviluppò nei dintorni era abitato da circa 295 persone, secondo il censimento del 1831.

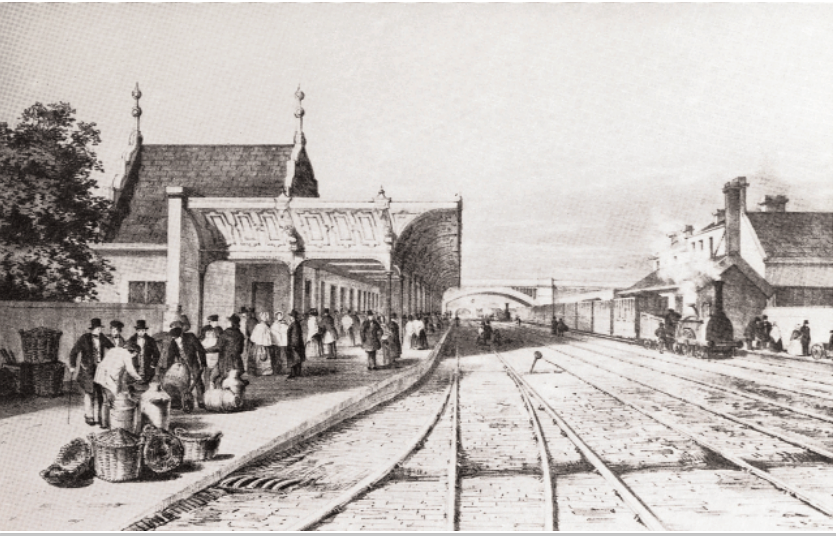
Stazione ferroviaria di Crewe nel 1840 circa.

All'inizio del XIX secolo iniziarono i lavori per la costruzione delle linee ferroviarie che unissero le grandi città del nord-ovest con quelle delle Midlands e nel 1833 la Grand Junction Railway (GJR) ottenne i diritti per la realizzazione della linea che congiungesse Liverpool a Birmingham. Nonostante i piani iniziali prevedessero che la ferrovia passasse per la cittadina di Nantwich, venne poi stabilito il passaggio dei binari per le township di Crewe, Monks Coppenhall e Church Coppenhall. Il 4 luglio 1837 la GJR aprì la linea ferroviaria tra Birmingham e Warrington e venne aperta la stazione ferroviaria di Crewe. Grazie agli interessi della GJR iniziò a crescere di importanza col passaggio della linea ferroviaria da Manchester nel 1842 e diventando, ben presto, una stazione di passaggio di diverse linee ferroviarie.
Nel 1840 Joseph Locke, un ingegnere civile, progettò l'insediamento urbanistico di Crewe, visto il rapido sviluppo che si stava avendo con l'avvento della ferrovia. Nel 1843 221 unità abitative erano state già costruite dalle compagnie che gestivano le linee ferroviarie e nel 1857 erano già diventate 845. E con esse anche la popolazione iniziò a crescere velocemente, salendo dai 1 800 abitanti del 1837 ai circa 40 000 del 1871. Le stesse compagnie ferroviarie si occuparono anche di costruire infrastrutture di aggregazione sociale, quali una scuola, chiese, un ospedale e mercati. Il borough di Crewe venne istituito nel 1877 nella township di Monks Coppenhall. Prese il nome dalla vicina township di Crewe, che solo nel 1974 prese il nome di Crewe Green per evitare confusioni.
Nel luglio 1887 venne inaugurato il Queen's Park nel cinquantenario dell'apertura della Grand Junction Railway e per festeggiare il giubileo d'oro della regina Vittoria. Il parco venne realizzato grazie al supporto economico della London and North Western Railway, compagnia ferroviaria che era subentrata alla GJR, e venne ufficialmente aperto al pubblico nel giugno 1888.
Nella prima metà del XX secolo Crewe divenne sede di industrie pesanti, quali Rolls Royce e Midland Rollmakers. Nel corso della seconda guerra mondiale la fabbrica della Rolls Royce venne convertita alla produzione di motori per aeroplani, rendendo Crewe un obiettivo per bombardamenti nemici, essendo Crewe anche sulla via verso Liverpool. Uno dei peggiori bombardamenti avvenne nel pomeriggio del 29 dicembre 1940, quando la fabbrica della Rolls Royce venne colpita da Junkers Ju 88 tedeschi, causando la morte di 17 persone. Nella seconda metà del XX secolo Crewe ha continuato a svilupparsi grazie all'importante posizione della sua stazione ferroviaria e grazie alla presenza di industrie sul suo territorio, principalmente le fabbriche di automobili Rolls Royce e Bentley.

## Economia

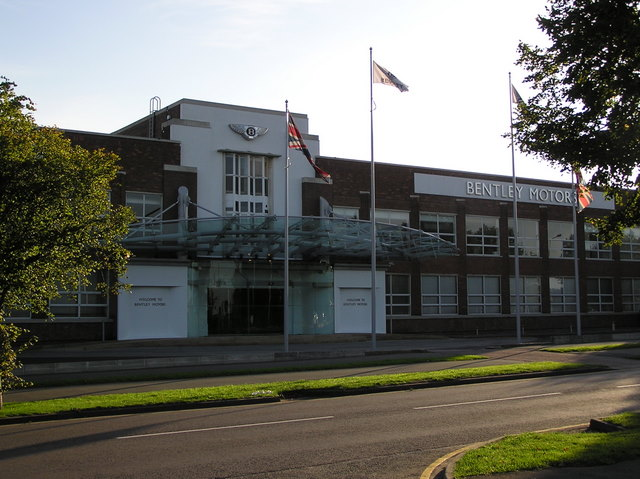
Fabbrica di Pyms Lane della Bentley.

Il settore ferroviario è ancora importante nell'economia di Crewe, dove ha sede il Crewe Works, uno stabilimento per la manutenzione e l'ispezione di veicoli ferroviari di proprietà della Bombardier. Al suo apice al Crewe Works lavoravano circa 20 000 operai, mentre al 2019 il numero di operai impiegati nello stabilimento era sceso a 320. La maggior parte del sito occupato dagli stabilimenti ferroviari sin dagli inizi del XIX secolo sono stati dismessi e destinati a centri commerciali e parchi. A Crewe è, inoltre, presente un deposito sia di locomotive elettriche sia di locomotive diesel, gestito dalla DB Schenker.
La fabbrica di Pyms Lane produce automobili di lusso per la Bentley, che proprio nello stabilimento situato nella parte occidentale della città ha il quartier generale. Presso lo storico stabilimento lavorano circa 4 000 operai. Lo stabilimento venne costruito dalla Rolls-Royce nel 1938 e destinato alla produzione di automobili, ma già allo scoppio della seconda guerra mondiale la produzione di automobili venne interrotta e convertita alla produzione di motori aeronautici Merlin. Al suo apice nel 1943 a Pyms Lane lavoravano circa 10 000 persone, 17 delle quali perirono in un bombardamento tedesco il 29 dicembre 1940. Al termine della guerra riprese la produzione di automobili. Nel 1973 la fabbrica passò sotto il controllo della Rolls-Royce Motors, nata dalla scissione dalla casa madre, e sotto essa vi rimase fino al 2003, quando il marchio Rolls-Royce è diventato proprietà della BMW. Di conseguenza, presso lo stabilimento di Pyms Lane il gruppo Volkswagen continuò la produzione solamente di automobili con marchio Bentley.
A Crewe sono presenti altri stabilimenti industriali, tra i quali quelli della Mornflake, un'azienda produttrice di avena, presente nel Cheshire sin dal 1675 e che impiega circa 300 operai. L'industria edilizia è anche in crescita con numerosi progetti per la città di Crewe.

## Infrastrutture e trasporti

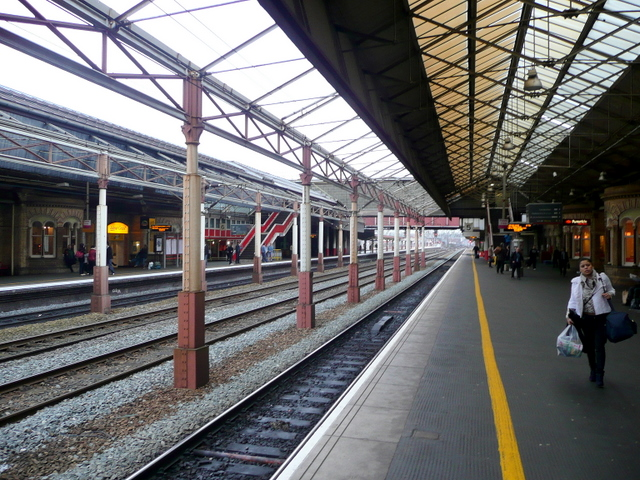
Stazione ferroviaria di Crewe.

La stazione ferroviaria di Crewe è distante dal centro cittadino poco più di un chilometro ed entrò a far parte del borough di Crewe solamente nel 1937. Si tratta di una delle più grandi stazioni ferroviarie del Nord Ovest d'Inghilterra e rappresenta una delle principali stazioni di scambio lungo la West Coast Main Line. La stazione ha 12 binari e partono treni diretti per le principali stazioni ferroviarie del Regno Unito, incluse Londra Euston, Liverpool, Manchester e Birmingham.
Crewe è servita dalle strade di categoria A numero A500 (nota anche come D road), A530 e A534, ed è distante solo 8 chilometri dalla motorway M6.

## Sport
La principale squadra di calcio della città è il Crewe Alexandra Football Club, società fondata nel 1877 e che disputa le sue partite interne nell'Alexandra Stadium. La squadra partecipa ai campionati organizzati dalla English Football League sin dal 1892, raggiungendo i maggiori risultati partecipando alla seconda serie inglese in una dozzina di occasioni.
La principale squadra di rugby a 13 della città è il Crewe & Nantwich Steamers, società fondata nel 2003, avente sede nella vicina Nantwich e partecipante al campionato della Rugby League Conference. Il Crewe Railroaders è la principale squadra di football americano, partecipante alla BAFA National Leagues. Inoltre, nei pionieristici anni venti e trenta, Crewe era sede di competizioni di speedway, e le manifestazioni si disputavano presso lo stadio sito in Earle Street.

## Amministrazione

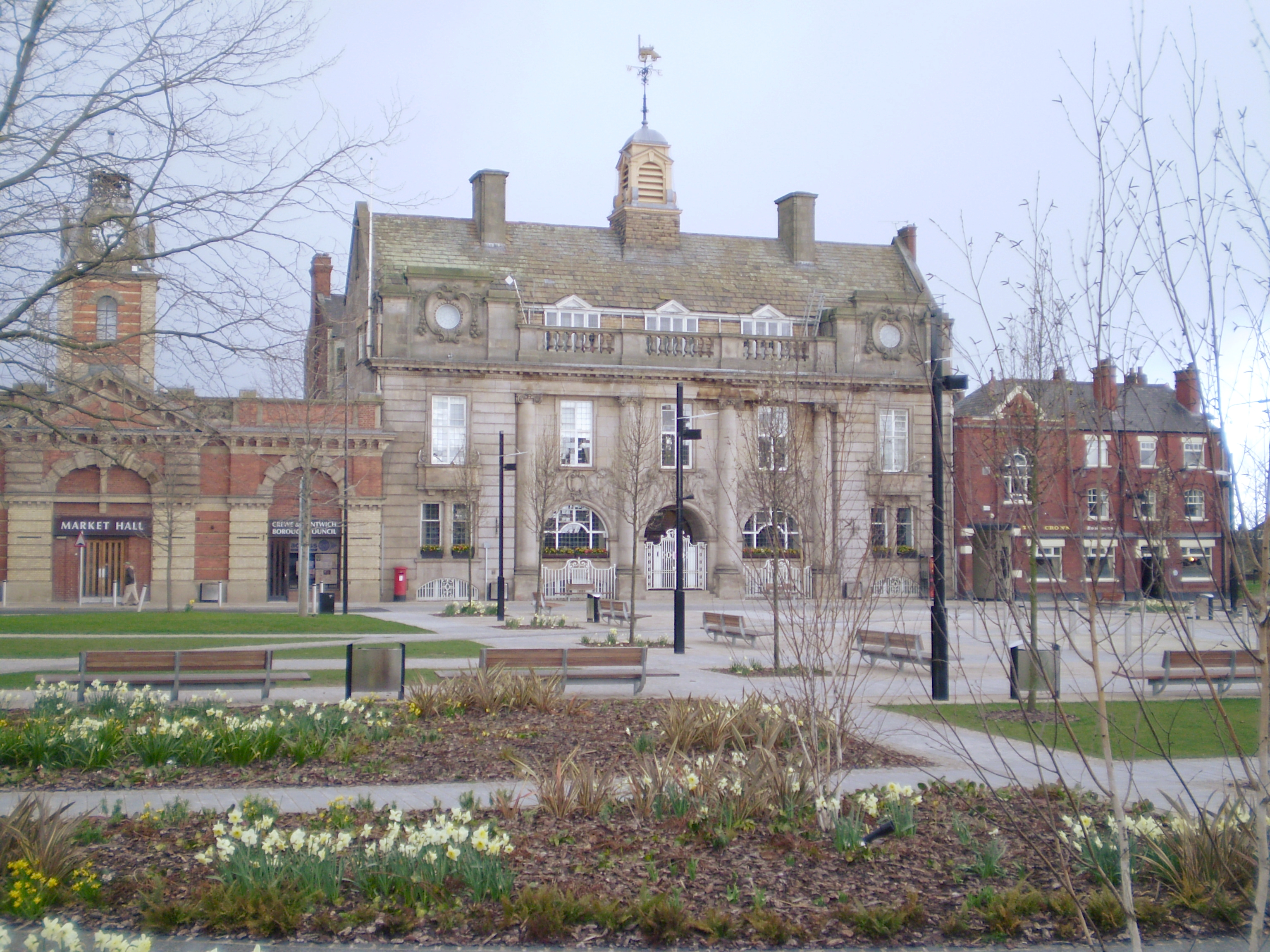
Sede degli uffici comunali di Crewe.

La città fa parte del collegio elettorale di Crewe and Nantwich, che elegge un solo deputato alla Camera dei comuni.

### Gemellaggi
- Bischofsheim
- Mâcon[10]
- Dzierżoniów, dal 2005[11]